# Aeroméxico

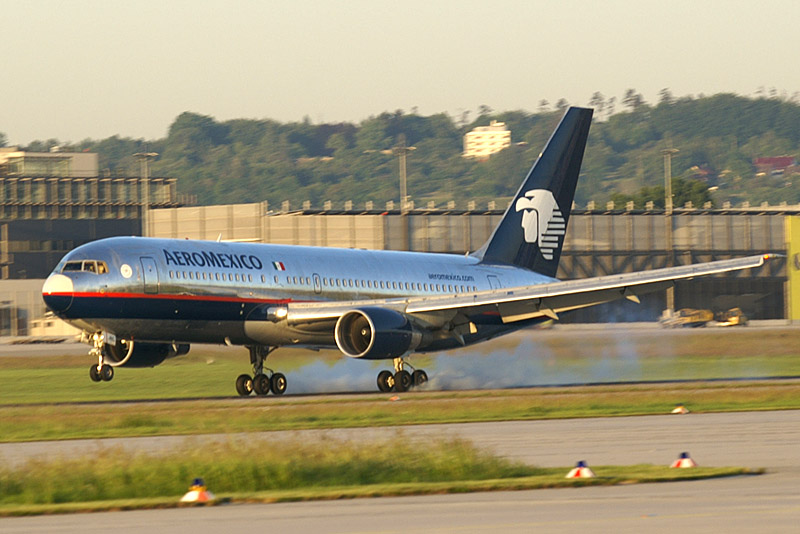
Boeing 767-200 w barwach Aeroméxico

Aeroméxico (kod linii IATA: AM, kod linii ICAO: AMX) – meksykańskie linie lotnicze z siedzibą w stolicy tego kraju. Członek sojuszu SkyTeam. Linia, oprócz kierunków krajowych, operuje również do całej Ameryki Północnej, Ameryki Południowej, Ameryki Łacińskiej, Karaibów, Europy i Azji.
Grupa Aeroméxico obejmuje linie Aeroméxico oraz Aeroméxico Connect (regionalny przewoźnik). Grupa ma udział w 41,7% rynku krajowego, stając się największą krajową grupą lotniczą. Ma również 79,8% udziałów na rynku międzynarodowym, będąc ponownie na pierwszym miejscu, zaraz przed Volaris. Aeroméxico jest jednym z czterech założycieli sojuszu SkyTeam, pozostałe trzy linie to Air France, Delta Air Lines i Korean Air.
Logo linii ukazuje głowę Azteka (cuāuhtli).
Od agencji ratingowej Skytrax linia otrzymała trzy gwiazdki.

## Historia

### 1934-1949
Linia lotnicza powstała jako Aeronaves de México w dniu 15 września 1934, a przewodniczył im Antonio Díaz Lombardo. Pierwszy statek powietrzny, jaki był we flocie tej linii, to Stinson SR, którego pilotował Julio Zinser. To on zainaugurował lot krajowe na trasie Meksyk – Acapulco 14 września 1934.
Po II wojnie światowej linia nadal się rozrastała, głównie dzięki pomocy Pan Amu, który posiadał 25% udziału w nowej meksykańskiej linii lotniczej. Aeronaves de México czekało wiele zmian na najbliższe dwie dekady.

### 1950-1959
W 1950, kiedy to zaczęły się renowacje w Aeroméxico, linia przejęła wiele różnych małych firm konkurencyjnych w całym kraju, w tym Aerovias Guest (drugiej linii lotniczej w kraju w tym czasie). Rozpoczęto loty do Madrytu i Paryża. Było to możliwe, dzięki zakupowi Aeronaves de México, bowiem zakupiono wiele statków powietrznych, w tym legendarnego Douglasa DC-3 i jego następcę, Douglasa DC-4.
Pod koniec lat pięćdziesiątych Douglas'y DC-4 zostały zastąpione przez większe i nowocześniejsze Douglasy DC-6 i dwa Bristole Britannia (Pierwsze samoloty w tych liniach z silnikami turbośmigłowymi)). W 1958 linie zaczęły operować na port lotniczy Idlewild (obecnie JFK) używając Bristol Britannia. Trasa Meksyk-Nowy Jork była bardzo dochodowa dla "Aeronaves" i konkurentów z Ameryki Północnej. Linia została znacjonalizowana w 1959.

### 1960-1969
Na początku lat sześćdziesiątych w skład floty Aeronaves de México wchodziły Douglas DC-3, Douglas DC-6 i Bristol Britannia. Zaczynając w 1961, "Aeronaves" zaczął zastępować statki powietrzne z silnikami tłokowymi na samoloty odrzutowe. Pierwszym we flocie samolotem odrzutowym była para Douglasów DC-8. Używano ich na trasie z Meksyku do Nowego Jorku. Pomiędzy 1962 a 1963 Aeronaves de México przejęło całkowicie Aerovías Guest Mexico. W późniejszych latach sześćdziesiątych zakupiono więcej DC-8 i wznowiono połączenia do Europy, które zaczęły być obsługiwane przez dwa De Havilland Comet-4C, które wcześniej służyły w Aerovías Guest Mexico.

### 1970-1979
Lata siedemdziesiąte przyniosły dramatyczne zmiany dla Aeronaves de México. W 1970, w ramach planu rządowego, meksykańskie krajowe linie lotnicze zostały znacjonalizowane w zintegrowanym systemie transportu lotniczego pod kontrolą Aeronaves de México. System zawierał osiem mniejszych przewoźników, które zostały później rozwiązane. Na początku lat siedemdziesiątych, Douglas DC-6 i Bristol Britannia przeszły na emeryturę. Został wprowadzony nowy schemat kolorów (pomarańczowy i czarny), a w lutym 1972 linia lotnicza zmieniła nazwę z "Aeronaves de México" na obecną, skróconą wersję - AeroMexico.
Aeroméxico, jako jeden z głównych klientów programu Douglas DC-10, otrzymał dwa zamówione statki powietrzne w 1974, zarejestrowane jako XA-DUG and XA-DUH. Tego samego roku zaczęły przychodzić pierwsze z siedmiu zamówionych Douglasów DC-9. W tym okresie popularność tych linii wzrosła dramatycznie. Było to częściowo spowodowane zaangażowaniem AeroMexico w meksykański rynek filmowy. Miało to polegać na tym, że za każdym razem, w każdym filmie, charakter filmu produkowanego w Meksyku miał gdzieś lecieć liniami Aeroméxico. Pod koniec lat siedemdziesiątych zaczęto obsługiwać loty do Kanady, a dwa kolejne DC-9-15 zostały dodane do floty.

### 1980-1989
Początek lat osiemdziesiątych przyniósł czas ekspansji. Wprowadzono nowe barwy (pomarańczowy i srebrny), dwa DC-10-15 zostały dostarczone w 1981, a w 1984 dostarczono jednego DC-10-30 (XA-RIY). Aeroméxico, jako jeden z pionierów programu badawczego nad McDonnellem Douglasem MD-82 (dłuższa wersja DC-9), otrzymały dwa pierwsze samoloty pod koniec 1981. W okresie 1980–1981 8 DC-9-32 zostało dodanych do floty przewoźnika. Późne lata osiemdziesiąte były trudnymi dla Aeroméxico. 31 sierpnia 1896 linie zostały dotknięte przez katastrofę lotniczą, która wydarzyła się poza terytorium Meksyku. DC-9, który obsługiwał lot Aeroméxico 498, podczas podchodzenia do lądowania na lotnisku w Los Angeles zderzył się z małym samolotem firmy Piper. Oba statki powietrzne spadły na przedmieścia Los Angeles. Wszyscy (64 pasażerów wraz z załogą na pokładzie DC-9) ponieśli śmierć, zginęło również troje ludzi, którzy byli na pokładzie Pipera. Zginęło również piętnastu ludzi na ziemi. Po trzech latach śledztwa lotniczego nie stwierdzono winy ze strony Aeroméxico. Zawinił pilot awionetki, który zabłądził w przestrzeni powietrznej i naruszył strefę TMA (Terminal Maneuvering Area - strefa kontrolowana lotniska), w którą wlecieć wolno jedynie po uprzednim zgłoszeniu i otrzymaniu zgody oraz nadzoru od odpowiedniej służby kontroli lotów (pozycji Approach - zbliżanie; William Kramer, pilot Pipera tego nie uczynił). Piloci obu maszyn nie zauważyli siebie nawzajem. 
W kwietniu 1988 linia ogłosiła upadłość. Główne przyczyny to: brak organizacji, flota licząca średnio 20 lat bez planu aktualizacji oraz kradzieże funduszy ze strony meksykańskiego rządu. Firma została uziemiona na trzy miesiące. W sierpniu, program prywatyzacji był już w toku. Wiązało się to z koniecznością wycofania ośmiu Douglas DC-8 (3 -62 i 5 -51) wraz z pozostałymi dziesięcioma DC 9.

### 1990-1999
Początek lat dziewięćdziesiątych to burzliwe czasy, głównie z powodu wzrostu cen paliw (z powodu wojny w Zatoce Perskiej), z powodu wojny wpływów nowych trzech meksykańskich przewoźników - TAESA Lineas Aéreas, SARO, Aviacsa, jak i z powodu stałych problemów pracowniczych. W kwietniu 1991 roku dwa Boeingi 767-200ER zostały włączone do floty, mając za zadanie zastąpić DC-10 na trasach do Europy, Nowego Jorku i Tijuany. Kolejne dwa Boeingi 767-300ER dołączyły później tego samego roku. Wszystko to było częścią aktualizacji i rozszerzeń, których celem było wprowadzenie do służby 24 Boeingów 757/767. W październiku 1992 dodano 2 767-300ER do floty (XA-RKI i XA-RKJ), zastępując dawne 2 -300ER (XA-RWW i XA-RWX). W 1993 roku "Aeroméxico Group" przejęła Mexicanę - drugą pod względem wielkości linią lotniczą na meksykańskim rynku. Pomiędzy 1994 a 1995 rokiem sześć DC-10 zostało wycofanych. Ich ostatni lot komercyjny odbył się w połowie 1995 roku. W roku 1996, z powodu dużego kryzysu, zdecydowano się na powrót czterech MD-82 i czterech 767 do leasingodawców. Oprócz tego szykowano wcześniejsze emerytury i zmianę personelu. Postanowiono również wspierać linie Mexicana i AeroPeru. Gdy wszystko się ustabilizowało na przełomie 1996-1998, zdecydowano na powrót ośmiu Md-80 oraz dwóch 767-200.

### 2000-2009
Ze względu na ataki terrorystyczne na WTC z 11 września 2001 roku główni meksykańscy przewoźnicy - Mexicana i Aeroméxico zaczęli tracić duże pieniądze.
W okresie między 2000 a 2005 Aeroméxico operował flotą liczącą 60 samolotów, plus 20 w Aeroméxico Connect, a także pięć CEO w tym czasie. Po 9/11 i wojnie w Iraku, linia została zmuszona do wprowadzenia ambitnego programu przemiany floty. W 2003 linia lotnicza uzyskała swój pierwszy Boeing 737-700. 29 marca 2006 CEO Aeroméxico - Andrés Conesa - ogłosił inaugurację bezpośrednich lotów między Japonią i Meksykiem poprzez Tijuana. Ogłoszono to przy zakupie dwóch Boeing 777-200ER, co oznaczało, że Aeroméxico jest trzecią linią lotniczą w Ameryce Łacińskiej, która regularnie lata do Azji (po Varig i nieistniejącym już VASP). Jednak ze względu na wycofanie lotów do Azji z usług VARIG, Aeroméxico jest obecnie jedynym lotniczych przewoźnikiem, który oferuje takową usługę. Aeroméxico wznowiło trasę Meksyk-Tijuana-Szanghaj-dwa razy w tygodniu od 30 marca 2010. Zawieszenie tego lotu było spowodowane pandemią grypy w 2009.

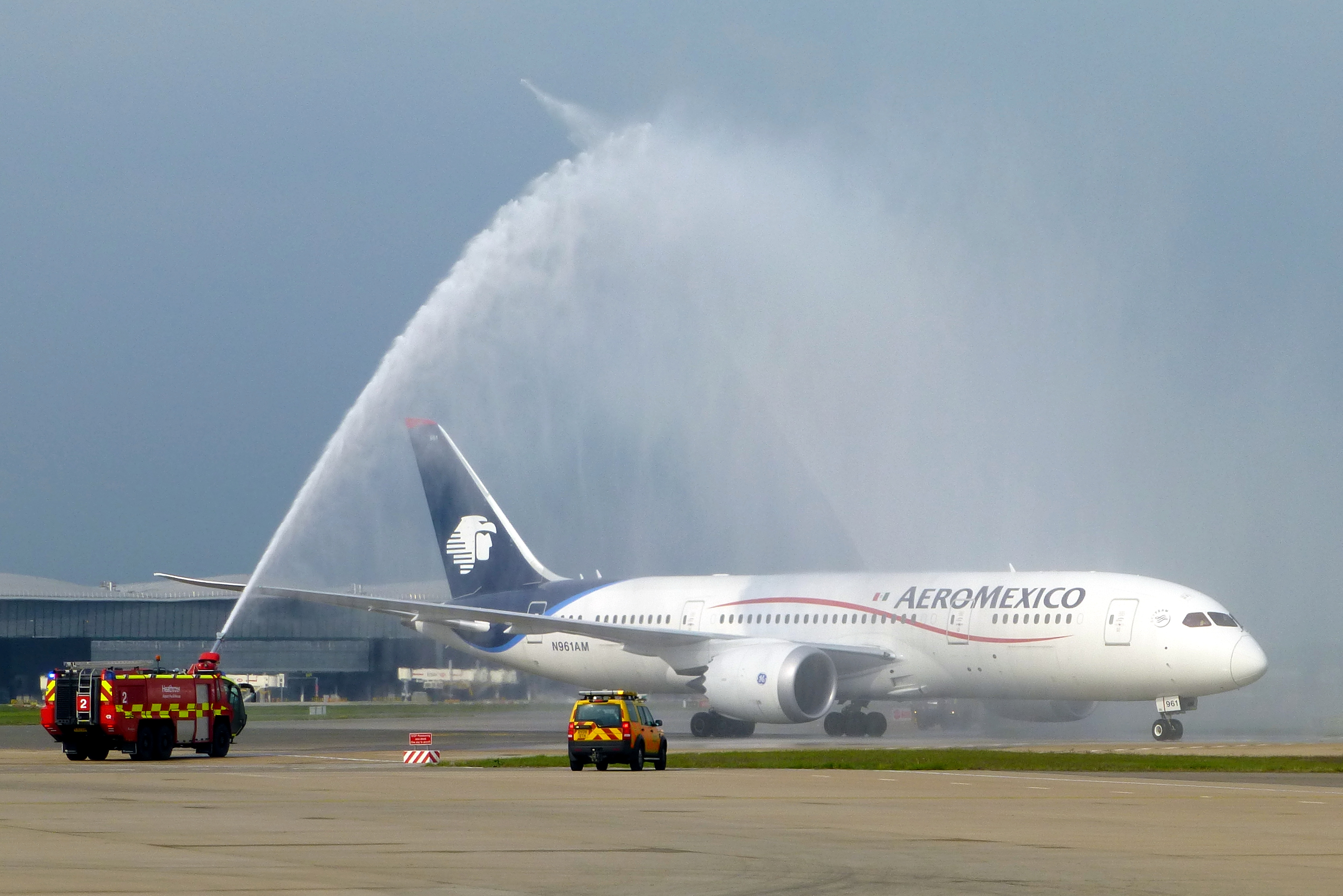
Powitanie nowego 787 we flocie

W dniu 29 czerwca 2006, International Lease Finance Corporation (ILFC) i AeroMexico poinformowali, że linie lotnicze będą latać na trzech Boeingach 787 Dreamliner. Aeroméxico będzie dzierżawić 5 787-8s od ILFC z dostaw, których początek zaplanowano na początku 2012, kolejne 2 samoloty w leasingu od ILFC będą w służbie do 2013, a 2 więcej w 2014. Dostawy spóźniły się o dwa lata. Od 2006, Consorcio Aeroméxico SA de CV, spółka zarządzająca linią Aeroméxico, została obciążona dużymi długami i nie mogąc ich spłacić postanowiła sprzedać linię w 2007. Na początku października odbyła się aukcja. 17 października 2007 Grupo Financiero Banamex zaproponowała najwyższą cenę, a linia lotnicza została sprzedana do banku za 249.100.000 dolarów. 

### 2010-2019
W październiku 2010 Mexicana de Aviacion (największy konkurent Aeroméxico) ogłosiła upadłość i została umieszczona w administracji. Delta Air Lines podpisały z Aeroméxico sojusz handlowy. W dniu 25 lipca 2012 Andrés Conesa, CEO Aeromexico, ogłosił zakup 10 samolotów Boeing 787-9 Dreamliner, aczkolwiek kontrakt jest na 6 zamówień i 4 możliwe opcje. Spółka będzie pierwszą meksykańską linią lotniczą mająca w posiadaniu taki statek powietrzny. Na początku lipca 2012 plotkowano, że przewoźnik spogląda bardziej w kierunku Airbus A320 i A350, ale ostatecznie zdecydował się na producenta samolotów Boeing. Dostawa Dreamlinerów rozpoczęła się latem 2013, a łączna wartość inwestycji wynosi 11 mld USD i obejmuje nabycie 90 samolotów Boeing 737-8 MAX, który zostanie dostarczony w 2018.

## Połączenia codeshare
Aeroméxico ma codeshare z następującymi liniami lotniczymi:
- Aerolineas Argentinas (SkyTeam)
- Air Europa (SkyTeam)
- Air France (SkyTeam)
- Delta Air Lines (SkyTeam)
- El Al
- Garuda Indonesia (SkyTeam)
- Gol Transportes Aéreos
- Japan Airlines
- Korean Air (SkyTeam)
- KLM (SkyTeam)
- LATAM Airlines
- Virgin Atlantic (SkyTeam)
- WestJet

## Flota

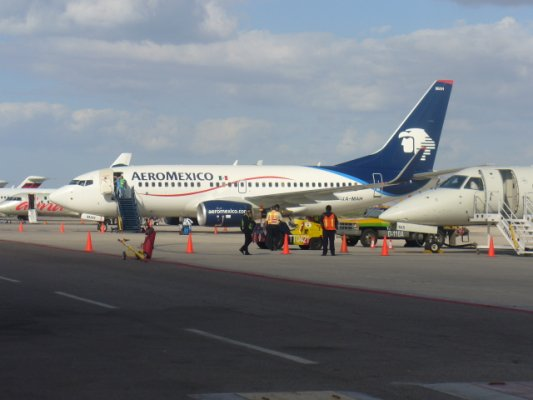
Boeing 737-700 w Port lotniczy La Paz-Manuel Márquez de León

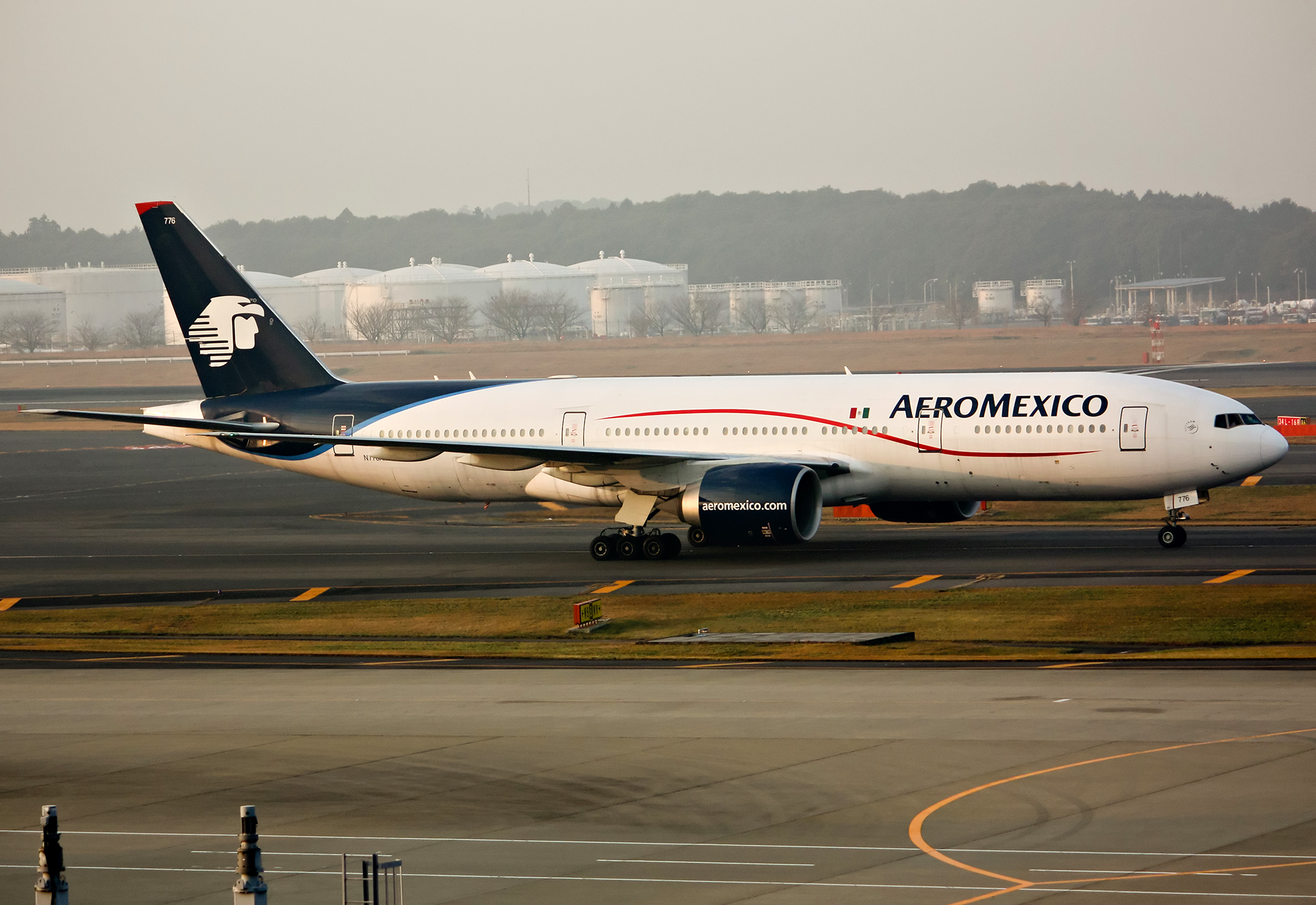
Boeing 777-200ER w Port lotniczy Narita

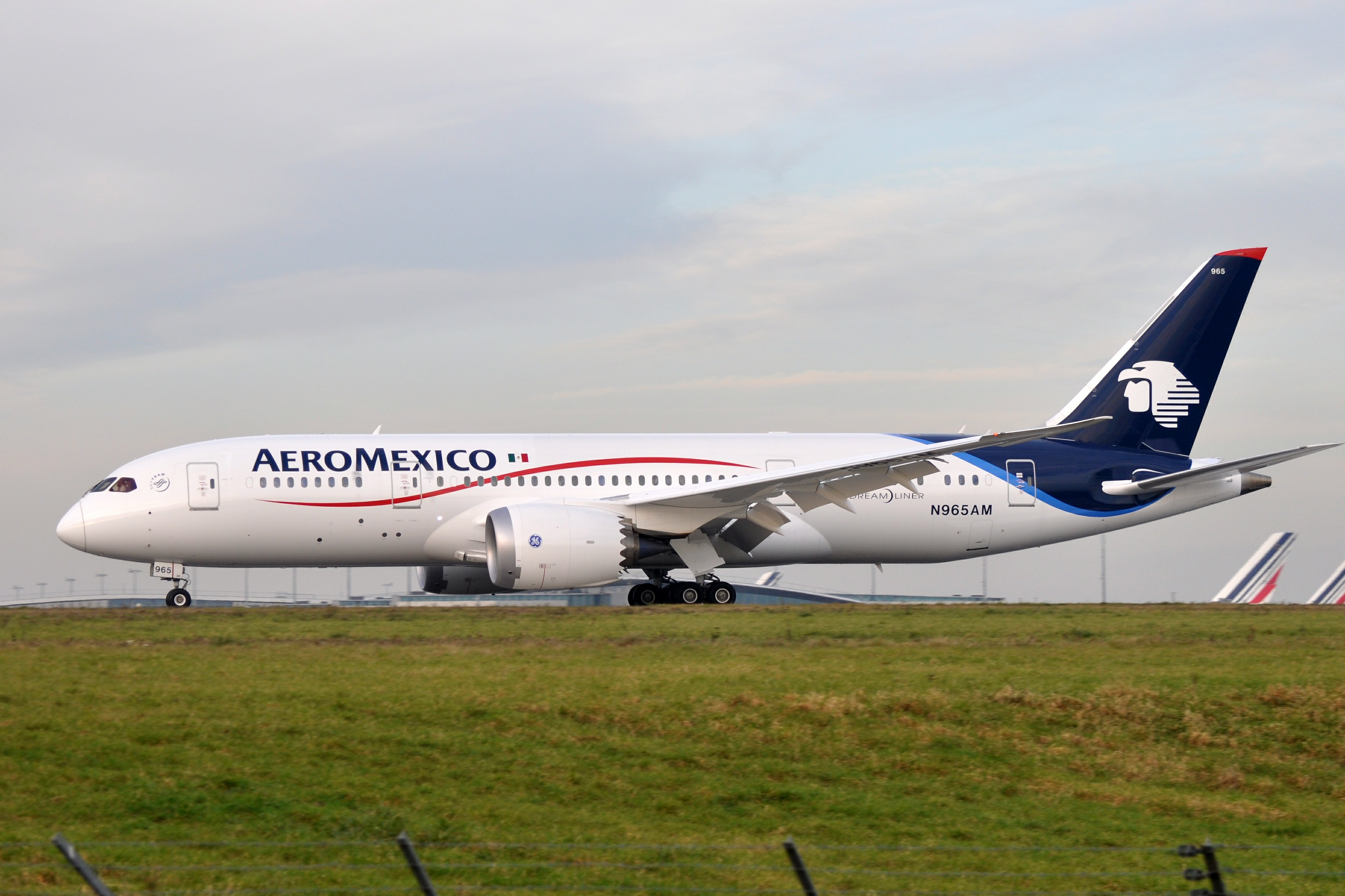
Boeing 787-8 w Port lotniczy Paryż-Roissy-Charles de Gaulle

Według stanu na maj 2025 flota Aeroméxico składała się ze 123 samolotów o średnim wieku 7 lat: 
| Samolot          | Samolot | Samolot   | Liczba miejsc | Liczba miejsc | Liczba miejsc | Liczba miejsc | Uwagi |
| Model            | Aktywne | Zamówione | B             | P             | E             | Łącznie       | Uwagi |
| ---------------- | ------- | --------- | ------------- | ------------- | ------------- | ------------- | ----- |
| Boeing 737-800   | 34      | -         | 16            | 18            | 126           | 160           |       |
| Boeing 737 MAX 8 | 42      | 3         | 16            | 18            | 132           | 166           |       |
| Boeing 737 MAX 9 | 25      | 4         | 16            | 18            | 147           | 181           |       |
| Boeing 787-8     | 8       | -         | 32            | 9             | 202           | 243           |       |
| Boeing 787-9     | 14      | 2         | 36            | 27            | 211           | 274           |       |
| Łącznie          | 123     | 9         |               |               |               |               |       |

### Wycofane
| Samolot                    | Samolot  | Okres dostawy | Okres wycofania | Uwagi |
| Model                      | Wycofane | Okres dostawy | Okres wycofania | Uwagi |
| -------------------------- | -------- | ------------- | --------------- | ----- |
| Boeing 737-700             | 35       | 2003-2019     | 2009-2023       |       |
| Boeing 737-800             | 18       | 2007-2019     | 2011-2024       |       |
| Boeing 757-200             | 10       | 1994-2001     | 2000-2008       |       |
| Boeing 767-200             | 7        | 1996-2012     | 2006-2015       |       |
| Boeing 767-300             | 9        | 1991-2013     | 1992-2015       |       |
| Boeing 777-200             | 4        | 2006-2007     | 2017-2018       |       |
| Boeing 787-8               | 1        | 2013          | 2020            |       |
| Douglas DC-8               | 13       | 1972-1986     | 1974-1989       |       |
| McDonnell Douglas DC-9-10  | 13       | 1972-1976     | 1973-1990       |       |
| McDonnell Douglas DC-9-30  | 21       | 1974-1997     | 1981-2005       |       |
| McDonnell Douglas DC-10-10 | 2        | 1981          | 1997-1998       |       |
| McDonnell Douglas DC-10-30 | 4        | 1989          | 1994-1996       |       |
| McDonnell Douglas MD-82    | 18       | 1981-2000     | 1995-2008       |       |
| McDonnell Douglas MD-83    | 9        | 1992-1999     | 2005-2008       |       |
| McDonnell Douglas MD-87    | 16       | 1992-2003     | 2005-2012       |       |
| McDonnell Douglas MD-88    | 10       | 1989-1991     | 2007-2009       |       |
| Łącznie                    | 190      |               |                 |       |

Ponadto we wcześniejszych latach przewoźnik wykorzystywał następujące maszyny:
- Stinson SR Reliant
- Travel Air
- Bellanca Pacemaker
- Beechcraft 17 Staggerwing
- Avro Anson
- Boeing 247D
- Lockheed Constellation
- Bristol Britannia
- Convair 340
- Douglas DC-3
- Douglas DC-4
- Douglas DC-6